# Leo Igwe
Leo Igwe (26 de julio de 1970) es un defensor de los derechos humanos y humanista de Nigeria. Fue el representante del oeste y sur de África en la Unión Internacional de Humanismo y Ética y se especializó en documentar y hacer campañas en contra del impacto que causan las acusaciones de brujería infantil. Actualmente está investigando sobre este tema para su doctorado, en la Universidad de Bayreuth, en la Escuela Internacional de Estudios Africanos en Alemania. Cuenta con un grado en filosofía de la Universidad de Calabar en Nigeria.
Su trabajo en derechos humanos lo ha llevado a tener conflicto con creyentes en brujería de alto perfil, como la Liberty Foundation Gospel Ministries, por su crítica a lo que él describe como su papel en la violencia y abandono infantil que a veces resulta de las acusaciones de brujería. Su trabajo de campo en derechos humanos lo ha llevado a ser arrestado en varias ocasiones en Nigeria.
Él ha tomado la dirección del movimiento humanista nigeriano, la Alianza Atea Internacional y el Centro de Investigación-Nigeria. En 2012 Igwe fue designado investigador postdoctoral para la Fundación Educativa James Randi. Ahí continúa trabajando para cumplir su meta de responder a lo que él ve como efectos perjudiciales de la superstición y el avance del pensamiento escéptico en toda África y el mundo. En 2014, Leo Igwe fue elegido como laureado de la Academia internacional del Humanismo.

## Primeros años
Leo Igwe fue criado en el sudeste de Nigeria y describe a su familia como católicos estrictos en medio de una "comunidad altamente supersticiosa", de acuerdo con una entrevista en el Gold Coast Bulletin de Australia.
A los doce años, Igwe entra al seminario, donde empieza con sus estudios para ser sacerdote católico. Más adelante entra en confusión con sus creencias en conflicto entre la teología cristiana y las creencias de brujas y brujos que se han "infiltrado en la sociedad de Nigeria".
Después de un periodo de investigación y conflicto causado por sus dudas sobre la "combinación de tribalismo y cristianismo fundamental" que el cree que está atrofiando el desarrollo africano, a los 24 años, Igwe abandona el seminario y se muda a Ibadán, Nigeria.

## Derechos humanos
Igwe es un "Junior Fellow" de la Escuela Internacional de Estudios Africanos de la universidad de Bayreuth, donde su proyecto es un estudio de casos sobre acusaciones de brujería en el norte de Ghana.
En un artículo publicado en otoño del 2000 en la revista trimestral Free Inquiry, Leo Igwe enumera diferentes formas en las que extremistas religiosos en Nigeria cooptan al gobierno local y lo han usado para aplicar leyes religiosas, que evitan defender los derechos humanos en esas áreas.
Leo Igwe escribió en el 2004 que en Nigeria, la creencia actual en la brujería lleva a matanzas rituales y sacrificio humano, notando que mujeres y niños son más probables de ser acusados de poseer o practicar brujería "negativa", mientras que a los hombres se les atribuye poseer brujería "positiva".
En el 2008, en el documental de la BBC "Salvando a los niños brujos de África", Leo Igwe hizo una aparición ya que uno de los involucrados principales era la "caza brujas Helen Ukpabio". El documental detalla "terribles crímenes contra niños acusados de brujería" y fue estrenado en HBO en el año 2010.
Este documental también sigue los esfuerzos de Sam Itauma, un activista por los derechos humanos y fundador de la "Red de Rehabilitación y Derechos de los Niños" (CRARN, por sus siglas en inglés), que ofrece refugio y protección a niños que han sido maltratados y abandonados. También sigue a Gary Foxcroft, quien fundó "Stepping Stones Nigeria", una caridad registrada en el Reino Unido.
En el año 2009, Igwe representó la Unión Internacional Humanista y Ética en la Comisión Africana de Derechos Humanos y de los Pueblos en Banjul, Gambia, donde en nombre de la UIHE abogó en contra de discriminación basada en castas en África.
En su plática, Igwe atrajo la atención a la discriminación contra la Comisión Africana de Derechos Humanos y de los Pueblos, un grupo de personas vistas por algunas personas como de clase baja. Igwe dice que estas personas "continúan sufriendo discriminación e indignidad particularmente en las áreas de matrimonio y familia, derecho a poseer propiedad y herencia, acceso a tierra, derechos políticos y representación, educación, desarrollo, infraestructura y distribución de servicios básicos".
En el año 2010, según un comunicado hecho por la Federación Humanista Europea, el hogar de Leo Igwe fue invadido por soldados y oficiales de policía "siguiendo un cargo de asesinato ficticio", que fue hecho por un hombre que Igwe intentó enjuiciar por supuestos crímenes sexuales hechos a una niña de 10 años en el año 2006. De acuerdo con el reporte, Igwe fue arrestado tres veces desde que inició su trabajo en el caso de violación, como resultado de supuestas peticiones maliciosas incitando al humanista David Pollock de la Federación Humanista Europea a escribirle al entonces vicepresidente de Nigeria, Goodluck Jonathan, a favor de Igwe.
Según la FHE, en agosto del 2010, el hogar y la familia de Igwe fueron atacados cuando dos hombres no identificados asaltaron y vendaron los ojos del padre de Igwe, causando "extensos daños a su cara y cabeza" y resultando en tener que quitarle con cirugía un ojo. El caso fue tomado por la organización Amnistía Internacional, después de que la policía, según informes, rehusó empezar una investigación.
El 11 de enero de 2011, mientras intentó rescatar a dos niños que fueron víctimas de acusaciones de brujería en el estado Uyo Akwa en el sur de Nigeria, Igwe fue "encarcelado y golpeado por la policía" en un esfuerzo, según "Sahara Reporters", por Godswill Akpabio, el gobernador del estado, para empezar a "tomar medidas drásticas con activistas involucrados en el rescate de niños acusados de brujería". Después, Igwe fue liberado sin cargos y en "buen ánimo", según Gary Foxcroft de "Stepping Stones Nigeria".
El 11 de febrero de 2014, Leo Igwe fue elegido como un laureado por la Academia Internacional de Humanismo.

### Iglesia "Liberty Gospel"
El activismo contra las acusaciones de brujería de Leo Igwe, ha incluido cabildeo por la aplicación de una ley en Nigeria que prohíbe acusar a niños de brujería, que ha llevado a conflicto con el grupo pentecostal "Liberty Foundation Gospel Ministries" y en particular con la pastora Helen Ukpabio, que ha sido criticada por Igwe y otros, según un artículo del New York Times, por sus enseñanzas "que han contribuido a la tortura o abandono de miles de niños nigerianos (incluyendo infantes y bebés) sospechosos de ser brujas y brujos".
El 29 de julio de 2009, Igwe fue programado para hablar en Calabar, Nigeria, en una conferencia sobre derechos de niños, organizado por un grupo humanista local, "condenando el abandono, la tortura y la matanza de niños presuntos de ser brujas o brujos". A punto de dar su plática, miembros de la iglesia "Liberty Gospel", más de 150 personas, invadieron la reunión y atacaron a Igwe, que fue "golpeado y robado, quitándole su cámara, dinero y teléfono móvil antes de poder escapar a una estación de policía cercana para recibir ayuda". Porciones de la altercación fueron capturadas en video.
Después del ataque, la líder de la iglesia "Liberty Gospel", la pastora Helen Ukpabio, demandó al gobierno del estado, junto con varios de sus críticos, incluyendo a Igwe, exigiendo 2 billones de Naira (aprox. 13 millones de dólares, 2010) y un "mandato permanente" que refrene el discurso de sus críticos para que no sigan criticando su trabajo. La demanda de Ukpabio fue descartada por el Juez P.J. Nneke en una alta corte federal en Calabar.
Respondiendo a las críticas hechas por Igwe y otros activistas, Ukpabio le dijo al reportero de New York Times Mark Oppenheimer, que "sus representaciones de niños poseídos, reuniéndose bajo la luz de la luna para devorar carne humana" (como visto en la película "End of the Wicked") no fue para tomarse literal y declaró, según Oppenheimer, que el documental de la BBC "Salvando a los Niños de África", "exagera o inventa el problema del abandono infantil". De acuerdo con Oppenheimer, cuando pregunto "como puede estar tan segura", ella contestó "porque yo soy africana. En África, los lazos familiares son demasiado fuertes como para tener un niño en la calle".

## Escepticismo

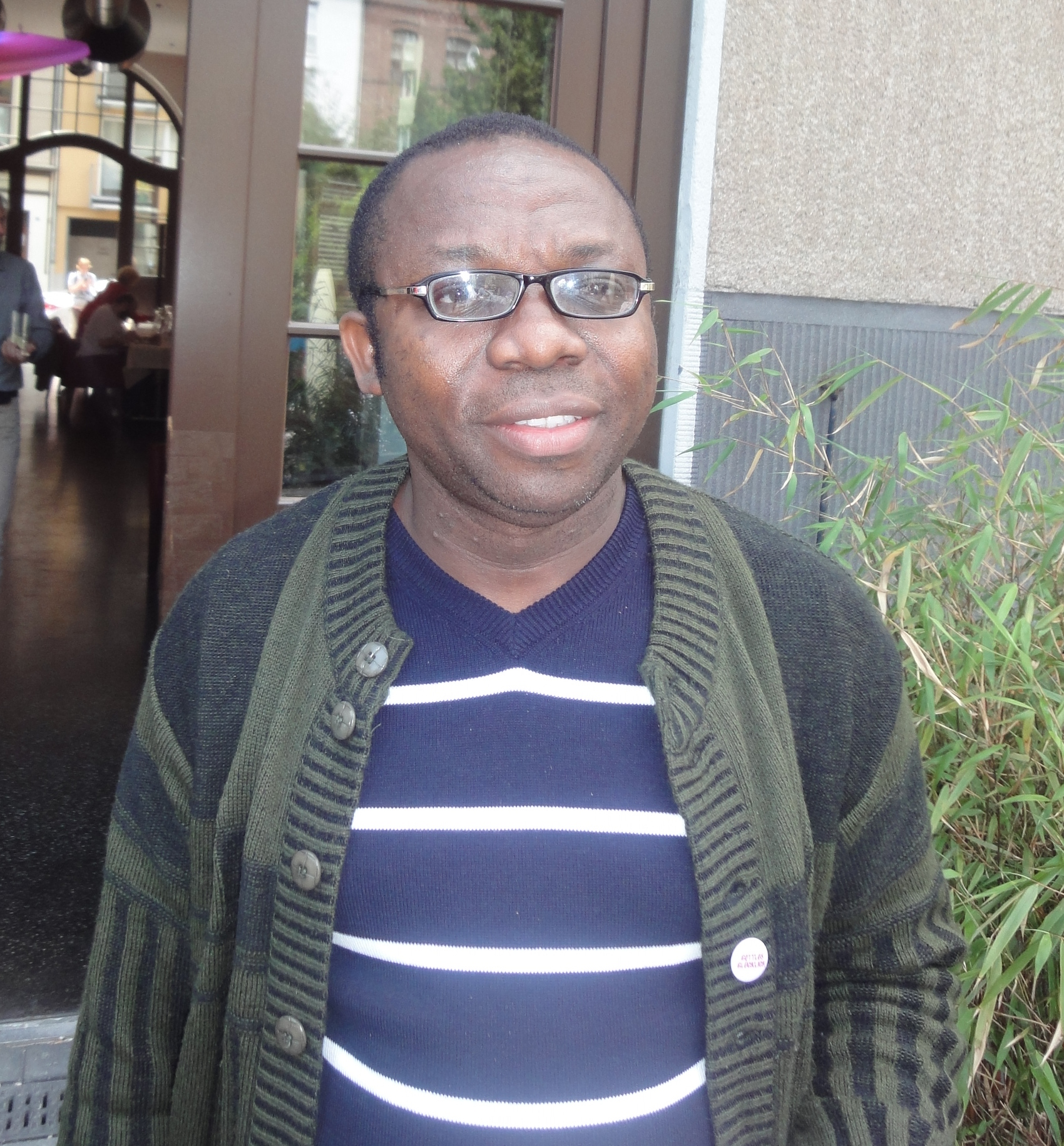
Leo Igwe

El papel de Igwe como coordinador del movimiento humanista nigeriano, lo llevó a que le dieran el premio "Freidenker" por su contribución excepcional al ateísmo mundial durante la convención "Estrellas del Pensamiento Libre" en el año 2005, organizada por la Alianza Atea Internacional y Ateos Unidos. Aparte de fundar el movimiento humanista nigeriano, Igwe fue el principal organizador y presentador en el 2007 en la primera conferencia humanista internacional en África del Sub-Sahara.
Igwe también sirvió en la junta de directores de Alianza Atea Internacional, donde facilitó la colaboración entre la AAI y el movimiento humanista nigeriano, cosa que resultó en que el movimiento y la AAI recibiera el premio "Freidenker" y el premio "Cooperación Comunitaria" de la AAI.
En junio del 2009, como director del Centro de Investigación-Nigeria, Igwe fue entrevistado por la BBC sobre los esfuerzos del Centro para aumentar la conciencia sobre la violencia y la negligencia que resulta de la creencia en brujería, tanto por la práctica de la misma como por el miedo a la magia.
En el año 2012, Igwe escribió Un Manifiesto por un África Escéptico, que recibió aprobación de múltiples activistas públicos africanos, así como apoyo de escépticos alrededor del mundo.
Igwe presentó un póster en el Sexto Congreso Escéptico del Mundo (18 a 20 de mayo de 2012) en Berlín, Alemania, con reportes gráficos de los juicios que él y muchos de sus partidarios han enfrentado en África mientras protestan la persecución y matanza de niños y minorías, y sobre la falta de parte de los agentes de la ley y líderes religiosos de desafiar esas atrocidades.
El 12 de julio de 2012, Leo Igwe participó en una mesa redonda en The Amazing Meeting 2012, llamada "De quema de brujas hasta hombres de Dios: apoyando Escepticismo alrededor del mundo". La presentación de Igwe a bordo el problema en el cual la pobreza empuja el suministro y la demanda de exorcistas autodenominados, quienes Igwe dice que se aprovechan de comunidades desesperadas y que resulta en el abandono o la negligencia de niños. Junto con el miembro de la mesa redonda Eran Segev (el entonces presidente de Escépticos Australianos) y el moderador Brian Thompson (director de divulgación de la JREF), Igwe discutió sus esfuerzos en la defensa de derechos humanos y los perjudiciales efectos de supersticiones y acusaciones de brujería en Nigeria, Ghana y Malawi, al igual que llamar la atención del público a las actividades de los cazadores de brujas.
En octubre del 2012, Igwe fue nombrado investigador postdoctoral de la Fundación Educativa James Randi, una organización escéptica sin fines de lucro, fundada por mago y escéptico James Randi. Randi dijo del nombramiento que "Nosotros en la JREF estamos orgullosos de trabajar con el señor Igwe en su importante trabajo".
En julio del 2013, en la "The Amazing Meeting 2013" de la JREF, Igwe habló en una mesa redonda sobre "Apoyar Escepticismo alrededor del mundo".